# Formosa Espanhola

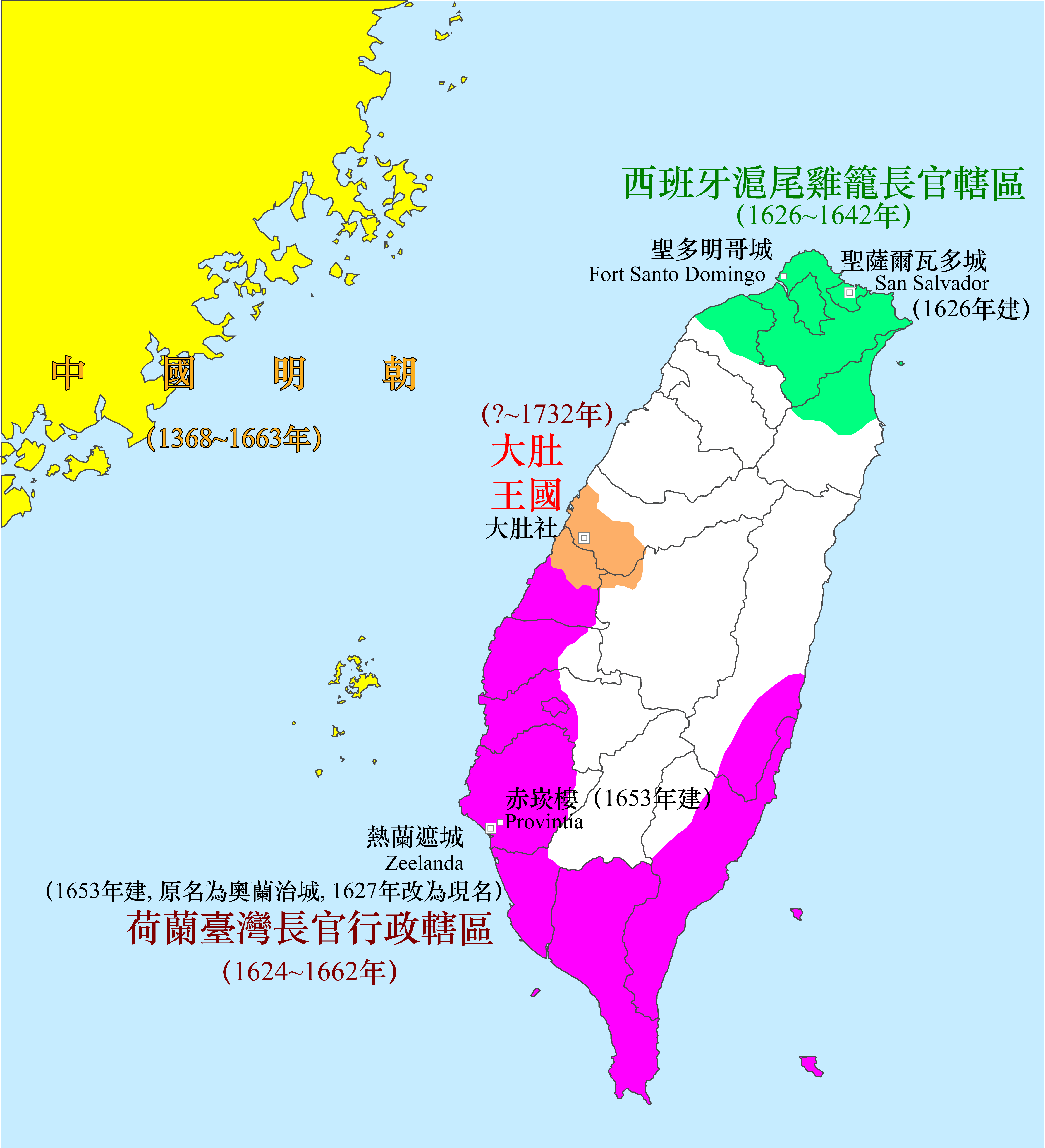
Colônia espanhola em verde, colônia holandesa em roxo e Reino de Middag em laranja.

Formosa Espanhola foi uma colônia espanhola estabelecida no norte de Taiwan de 1626 a 1642.Os portugueses foram os primeiros europeus a alcançar a ilha de Taiwan em 1544 e chamaram-no de "Formosa" devido à bela paisagem vista do mar.
A colônia deveria proteger os espanhóis na região da interferência da base holandesa no sul de Taiwan. A colônia espanhola foi de curta duração devido à falta de vontade das autoridades coloniais espanholas em Manila para mandar homens e materiais para sua defesa.
Após dezessete anos, a última fortaleza dos espanhóis foi sitiada pelas forças holandesas e caiu, dando o controle holandês sobre a maior parte da ilha.